# Idunella pirata
Idunella pirata is een vlokreeftensoort uit de familie van de Liljeborgiidae. De wetenschappelijke naam van de soort is voor het eerst geldig gepubliceerd in 1975 door Krapp-Schickel.